# Piper barclayanum
Piper barclayanum är en pepparväxtart som beskrevs av C. Dc.. Piper barclayanum ingår i släktet Piper och familjen pepparväxter. Inga underarter finns listade i Catalogue of Life.